# Bdelyrus lagopus
Bdelyrus lagopus är en skalbaggsart som beskrevs av Edgar von Harold 1869. Bdelyrus lagopus ingår i släktet Bdelyrus och familjen bladhorningar. Inga underarter finns listade.